# مارتا فرنانديز
مارتا فرنانديز (بالإسبانية: Marta Fernández)‏ (و. 1981  م) هي لاعبة كرة سلة، من إسبانيا، ولدت في برشلونة، شاركت في الألعاب الأولمبية الصيفية 2004، تلعب كمدافع مسدد الهدف.

## جوائز
حصلت على جوائز منها:
- WNBA All-Rookie Team [الإنجليزية]‏ (2007).

## روابط خارجية
- مارتا فرنانديز على موقع الاتحاد الدولي لكرة السلة (الإنجليزية)
- مارتا فرنانديز على موقع الاتحاد الوطني لكرة السلة النسائية (الإنجليزية)
- مارتا فرنانديز على موقع كرة السلة الأوروبية.كوم (الإنجليزية)
- مارتا فرنانديز على موقع بروبوليرز (الإنجليزية)
- مارتا فرنانديز على موقع سبورتس رفرنس (الإنجليزية)
- مارتا فرنانديز على موقع سبورتس رفرنس (الإنجليزية)
- مارتا فرنانديز على موقع اللجنة الأولمبية الدولية (الإنجليزية)
- مارتا فرنانديز على موقع أوليمبيديا (الإنجليزية)
- مارتا فرنانديز على موقع اللجنة الأولمبية الإسبانية (الإسبانية)